# Come si fa una tesi di laurea
Come si fa una tesi di laurea è un libro didattico scritto da Umberto Eco nel 1977 ed edito dalla Bompiani.
In questo testo, il semiologo italiano indica i metodi fondamentali per un uso opportuno del linguaggio accademico, soprattutto considerando le strutture testuali e le argomentazioni necessarie alla elaborazione delle tesi di laurea.
Il sottotitolo va a precisare che è dedicato alle materie umanistiche (nel senso più ampio possibile, comprendendo anche storia del Diritto, Lingue, Letterature straniere, e gran parte degli argomenti più estetico-narrativi dell'Architettura) ma non è perfettamente adattabile alle cosiddette "scienze dure" ed, in particolare, agli esperimenti da condurre in laboratorio (Chimica, Biologia, Medicina) o a tesi che comprendano una rilevante fase "progettuale" (Ingegneria, alcuni corsi di Architettura).
La data di edizione, 1977, sta ad indicare che Eco in quel momento non teneva conto di Internet (nel bene e nel male) anche per la reperibilità dei testi primari e secondari; inoltre, non esisteva ancora la suddivisione in tesi triennali e biennali, avvenuta parecchio tempo dopo. Certi corsi di laurea nel 1977 non esistevano neanche, oppure erano attivi solo in un'unica sede. Nel 1985 viene pubblicata una seconda edizione, che viene ristampata nel 2017 da "La nave di Teseo" senza il sottotitolo "Le materie umanistiche" in prima copertina. Il libro è stato tradotto in diverse lingue fra le quali, nel 2015, in inglese. 

## Contenuti
Quel che segue si riferisce alla prima edizione del 1977.
Nell'introduzione Eco descrive la situazione dell'Università del suo tempo, in confronto a quella del suo passato e a quella possibile in futuro. Spiega quale obiettivo si propone il libro e, come scritto in precedenza, a quali facoltà il testo fa primariamente riferimento.
Il primo capitolo precisa le nozioni base sul significato di tesi di laurea, sulla sua funzionalità e sul tipo di persone a cui deve interessare un testo del genere. Secondo il pensiero di Eco «Una tesi di laurea è un elaborato dattiloscritto di lunghezza media variabile tra le cento e le quattrocento cartelle in cui lo studente tratta un problema concernente l'indirizzo di studi in cui si vuole laureare». L'autore elenca le possibilità di scegliere di realizzare una tesi di compilazione oppure di ricerca, preceduti ovviamente da un forte interesse per l'argomento scelto da parte del candidato. Eco sottolinea l'importanza di questa scelta in quanto può rivelarsi eccellente o al contrario, poco gratificante, sia per il candidato stesso, sia per il relatore, cioè il curatore della tesi.
In merito l'autore dice: «Una tesi di ricerca è sempre più lunga e faticosa e impegnativa, una tesi di compilazione può anche essere lunga e faticosa ma di solito può essere fatta in minor tempo e con minor rischio». Ciò dipende da vari punti, quali: la reale consapevolezza della possibilità di effettuare le proprie ricerche, la reale reperibilità delle fonti che si intendono utilizzare, la disponibilità di tempo a disposizione per consultarle. Il secondo capitolo amplia il discorso sulla scelta dell'argomento e, in particolare, del tipo di tesi che può essere a carattere monografico oppure panoramico. Eco infatti, sottolinea le differenze dei due tipi, esaminando le varie possibilità e le motivazioni di scelta tra l'una e l'altra, non sempre facile, ma al contrario sono un lavoro alquanto faticoso del candidato. Egli sostiene che: «La prima tentazione dello studente è quella di fare una tesi che parli di molte cose».
Nel secondo capitolo Eco tratta i diversi tipi di tesi. La tesi monografica potrebbe risultare più breve perché viene trattato un solo argomento, anche se bisogna comunque usare il carattere panoramico come sfondo. Con la tesi panoramica il candidato deve invece ampliare l'argomento scelto, effettuando varie considerazioni in merito agli elementi correlati all'argomento stesso, e quindi realizzarne un quadro panoramico. La tesi, che a sua volta può essere a carattere storico oppure teorico, viene utilizzata dal candidato in base alla materia scelta. Eco inoltre sottolinea l'immediata posizione che il candidato vuole assumere nei confronti della sua tesi, e cioè, quella di trattare un argomento contemporaneo piuttosto che antico, perché apparentemente si potrebbe dimostrare più facile e divertente. Ma in realtà si verifica che le fonti riguardanti l'antico possono essere più tangibili e numerose di quelle riguardanti il contemporaneo.
Il tempo per una tesi, secondo il pensiero di Eco può variare da un massimo di tre anni ad un minimo di sei mesi. Di conseguenza anche la qualità della tesi può variare. In merito egli dice: «a lavorare bene, non c'è nessun argomento che sia veramente stupido: a lavorare bene si traggono conclusioni utili anche da un argomento apparentemente remoto o periferico». Le altre due opzioni per la realizzazione della tesi proposte in questo testo sono quella di realizzare una tesi politica oppure scientifica, che vengono spiegate attraverso vari esempi, ipotesi, dati e opinioni dell'autore stesso. Qualunque tipo di tesi si possa scegliere non bisogna dimenticare che «l'esperienza di ricerca imposta da una tesi serve sempre per la nostra vita futura». Il secondo capitolo si conclude con specifici consigli sul come non farsi sfruttare dal relatore a cui chiederemo di seguirci per la realizzazione della tesi.
Il terzo capitolo approfondisce il tema sulla reperibilità delle fonti. In merito l'autore sottolinea l'importanza della certezza della scelta del tema della tesi e del tipo di fonti da utilizzare, che possono essere più o meno reperibili in base, ad esempio al luogo in cui si trova il candidato e alla disponibilità economica che possiede per poter intraprendere eventuali viaggi al fine di ampliare la propria conoscenza sugli argomenti legati alla stesura della tesi. Secondo il pensiero di Eco infatti «è molto importante definire l'oggetto vero della tesi perché dovrete porvi sin dall'inizio il problema della reperibilità delle fonti». Le fonti di cui il semiologo parla vengono classificate come primarie e secondarie e in merito egli dice che la scelta delle une o delle altre «dipende dall'angolatura che do alla tesi».
La difficoltà maggiore, secondo l'autore, è quella di accorpare all'argomento principale gli argomenti secondari ad esso correlati per realizzare quelle sfaccettature utili ad essere giudicate come oggetto di una ricerca completa e dettagliata, e quindi utile per ulteriori ricerche. Il secondo argomento trattato nel terzo capitolo è la ricerca bibliografica. L'autore elenca i termini ed i concetti più significativi riguardo all'uso della biblioteca, del catalogo e dei repertori bibliografici. Per affrontare una bibliografia, l'autore afferma: «bisogna che nelle prime sedute non cerchiate di leggere subito tutti i libri che trovate ma di farvi la bibliografia di partenza». Eco descrive le norme per la citazione bibliografica, quali: la scheda bibliografica, la scheda di lettura, la citazione dei libri a piè di pagina e la redazione nella bibliografia finale. Infine l'autore utilizza vari esempi per il corretto metodo di scrittura bibliografica.
Gli ultimi capitoli del libro riguardano la composizione vera e propria della tesi.